# Olszyny (województwo dolnośląskie)
Olszyny (przed 1945 niem. Erlendorf) – wieś w Polsce położona w województwie dolnośląskim, w powiecie kamiennogórskim, w gminie Kamienna Góra.

## Położenie
Leży w Kotlinie Kamiennogórskiej (Kotlinie Krzeszowskiej) w dolinie Zadrny i Olszanicy, pomiędzy Górami Kruczymi a Zaworami.

## Historia

### Okres przed przynależnością wsi do cystersów
Pierwsza wzmianka o osadnictwie na ziemi kamiennogórskiej – Dokument praski pochodzi z 1086 roku i wymienia po łacinie plemię Pobarane (Bobrzanie). Z tego okresu zachowało się 10 grodzisk, m.in. w pobliskiej Lubawce. W 1242 roku księżna Anna Przemyślidka nadaje las Grissobor benedyktynom, przybyłym z Opatowic. Wsie, które teraz tworzą Olszyny, powstały najprawdopodobniej w okresie przynależności ziemi kamiennogórskiej do benedyktynów. Benedyktyni w 1289 roku sprzedali swoje włości księciu Bolkowi I Surowemu, wtedy po raz pierwszy została wzmiankowana miejscowość Caczbach (północna wieś).

### Okres przynależności wsi do cystersów
3 lata później, w 1292 roku książę Bolko I Surowy sprzedaje ziemie odkupione od benedyktynów cystersom, przybyłym z Henrykowa. W 1343 roku wieś obiął nadany klasztorowi krzeszowskiemu przez księcia Bolka I Surowego przywilej górniczy, jednak nie ma żadnych wzmianek o prowadzeniu tu jakichkolwiek prac górniczych. Przed 1400 rokiem w Kratzbach istniało wolne sołectwo należące do klasztoru, z którego było 16 srebrnych groszy czynszu, a w Leutmannsdorf drugie, z którego pobierano 10 groszy i 4 denary. Prawdopodobnie w 1427 roku wsie zostały doszczętnie zniszczone przez husytów, którzy pustoszyli dobra klasztorne. Ucierpiały również w 1268 roku, podczas walk pomiędzy wojskami króla Czech Jerzego z Podiebradów, a króla Węgier Macieja Korwina o tron czeski. Podobnie było podczas wojny trzydziestoletniej, gdy wojska protestanckie pustoszyły dobra klasztorne. Do historii wtedy niechlubnie przeszedł Kratzbach, ponieważ na jego granicy z Chełmskiem Śląskim 29 grudnia 1620 roku okoliczni chłopi z powodów religijnych zastrzelili opata krzeszowskiego Marcina Clavaei. Obie wsie zaczęły się lepiej rozwijać dopiero w II połowie XVII wieku. W I połowie XVIII wieku były one już sporymi osadami. W Leutmannsdorf od dawna istniał folwark należący do krzeszowskich cystersów, mieli oni również w okolicy aż 10 stawów rybnych. Wsie jednak rozwijały się głównie dzięki tkactwu chałupniczemu, którym zajmowała się większość mieszkańców. W 1765 roku wartość Kratzbach wynosiła 1394 talary, zaś mieszkało w nim 26 kmieci oraz 33 chałupników, a wartość Leutmannsdorf wynosiła 2777 talarów i mieszkało w nim 21 kmieci oraz 41 chałupników. W obydwu wsiach mieszkało po 7 rzemieślników. Wsie rozwijały się jednak odmiennymi drogami. Kratzbach przekształcił się z czasem w rodzaj przedmieścia Chełmska Śląskiego, zaś Leutmannsdorf pozostawał wsią rolniczą, bardziej związaną z Jawiszowem.

### Lata międzywojenne
Olszyny powstały z połączenia dwóch gmin Kratzbach i Leuthmannsdorf w 1929 r. Nową gminę nazwano Erlendorf a po 1945 r. administracja polska wprowadziła nazwę Olszyny (niem. Erle = Olsza).

## Położenie
Leży w Kotlinie Kamiennogórskiej (Kotlinie Krzeszowskiej). Przez miejscowość przepływa rzeka Zadrna, dopływ Bobru.

## Podział administracyjny
W latach 1957–1961 w granicach osiedla Chełmsko Śląskie.
W latach 1975–1998 miejscowość administracyjnie należała do województwa jeleniogórskiego.